# Aiko Beemsterboer
Aiko Mila Beemsterboer (Rotterdam, 8 februari 2003) is een Nederlandse actrice.

## Biografie
Ze werd geboren in Rotterdam, maar groeide grotendeels op in Arnhem. Ze groeide op in een beschermd milieu, waarbij er veel aandacht was voor films (televisie en bioscoop) en televisieseries. Toen Beemsterboer op haar zesde de film De Griezelbus uit 2005 zag, wist ze dat ze wilde acteren. Op haar achtste wist ze een auditieronde te winnen, voor een film die uiteindelijk nooit geschoten werd. Dit mislukte avontuur weerhield haar er niet van verder te gaan in het vak. Ze schreef zich in bij castingbureaus etc.  In Arnhem rondde ze in 2021 ook haar in 2015 gestarte middelbare-schoolopleiding gymnasium-plus af aan het Thomas a Kempis College. 
Met een voorliefde voor griezelfilms deed ze in 2022 met een eerbetoon aan de film The Blair Witch Project auditie voor de Amsterdamse Toneelschool, onderdeel van de Academie voor Theater en Dans. Ze werd aangenomen.  Sindsdien leidt ze een dubbelleven; ze leert het vak, maar beoefent datzelfde vak ook al. Die combinatie vond ze bij haar passen; nieuwe kennis opdoen en in praktijk brengen. De keus voor Amsterdam (Arnhem heeft ook een toneelschool) kwam door een samenloop van omstandigheden; ze wilde uit huis en een levensvriendin van haar ging ook auditie doen in Amsterdam. Bijkomend was dat haar seksualiteit in Amsterdam meer geaccepteerd werd dan in Arnhem. Een nadeel van Amsterdam ten opzichte van Arnhem is de constante drukte en dynamiek, waar ze na haar verhuizing in 2022 maar moeilijk aan kon/kan wennen. Voordelen zag ze ook, alles wat ze nodig heeft (privé en zakelijk) is bij de hand. 
Beemsterboer speelde de hoofdrol van Bo in de film Vechtmeisje en de hoofdrol van Anne Frank in de film Mijn beste vriendin Anne Frank.
Al voordat ze aan de toneelschool ging studeren werd Beemsterboer in 2020 genomineerd voor een Gouden Kalf voor Beste vrouwelijke bijrol in Wat is dan liefde. In december 2020 is ze door de Volkskrant verkozen tot acteertalent van het jaar 2021.

## Filmografie

### Film
- 2012: Yim & Yoyo, als Lisa
- 2013: Leve Boerenliefde, als Miek Heeg
- 2014: D.E.A.L., als Marieke Beukema (korte film)
- 2016: Mijn kleine grote broer, als Fien (korte film)
- 2016: Onze Jongens, als Lies
- 2017: Hotel de grote L, als Isabel
- 2017: Het Spijkerpaleis, als Marieke Beukema (korte film)
- 2018: Vechtmeisje, als Bo
- 2019: Wat is dan liefde, als Pimmetje
- 2019: De liefhebbers, als Sanne
- 2019: Eindbaas, als Marieke (korte film)
- 2020: Zeepaard, als Berke (korte film)
- 2021: Luizenmoeder, als Lieke
- 2021: Mijn beste vriendin Anne Frank, als Anne Frank
- 2021: Alles op tafel, als Sanne (remake van Perfetti sconosciuti)
- 2022: Kerstappels, als Nina Sluiters (televisiefilm, kerstspecial van Oogappels)
- 2023: All Inclusive, als Loïs[7]
- 2024: Jimmy, als Veronica
- 2024: Het boek van alle dingen, als Margot
- 2024: Ferry 2, als Jezebel
- 2024: Goudappels, als Nina Sluiters (televisiefilm)
- 2025: Ik zal zien, als Lot

### Televisie
- 2013: De Leeuwenkuil, als Arianna
- 2017: De vloer op jr., als zichzelf
- 2020-heden: Oogappels, als Nina Sluiters
- 2020: Lieve Mama, als Sara Möhring
- 2020: Het A-woord, als Emma